# Händelse (programmering)
Inom programmering är en händelse när programmet känner av att något har inträffat vilket påverkar vad programmet gör. En händelse kan till exempel utlösas av att en användare gör något (t.ex. trycker ner en knapp), av en annan del av samma program eller av ett annat program. Varje händelse måste hanteras av programmet och en rutin köras, för att programmet ska kunna ge respons till användare eller annat program. Exempelvis finns det inom webbutveckling rutiner för att hantera händelser som berör olika HTML-element, dessa kallas för "lyssnare".